# Sous l'arbre parasol
Sous l'arbre Parasol (Under the Umbrella Tree) est une émission de télévision canadienne pour la jeunesse en 270 épisodes de 14 minutes et dix épisodes de 25 minutes, diffusée entre le 5 octobre 1987 au 20 juin 1993 sur le réseau CBC.
Au Québec, elle a été diffusée sporadiquement à partir du 27 octobre 1993 puis régulièrement à l'automne 1994 sur le Canal Famille.

## Synopsis
C'est une émission où les jouets d'un enfant prenaient vie lorsque la porte se refermait sur eux.

## Distribution
- Holly Larocque (en) (VQ : Marie-Andrée Corneille) : Holly Higgins

Marionnettes
- Bob Stutt : Ignatz « Iggy » Iguana, Louis Bird et Charles « Chuck » Chickadee
- Noreen Young (en) : Gloria Gopher, Mrs McMertree et Chelsea
- Stephen Brathwaite : Jacob Bluejay
- Holly Larocque : Mitzi the Dog

### Voix québécoises
- Marc Labrèche : Iggy
- Johanne Léveillé : Mitzi
- Daniel Lesourd : Jacob
- Lisette Dufour : Gloria
- Jean Galtier : Goldberg

 Source et légende : version québécoise (VQ) sur Doublage.qc.ca